# Войцех Гжимала

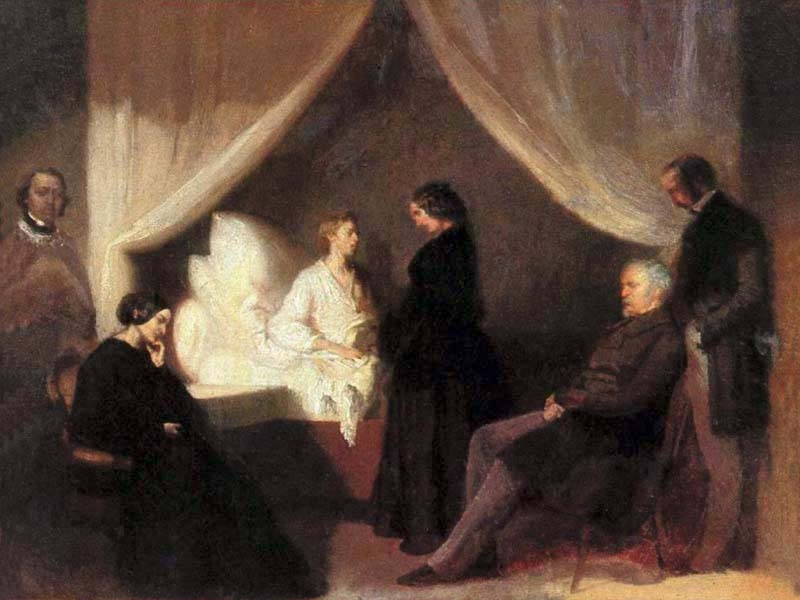
Картина Теофіла Квятковського 1850 р. «Останні хвилини Фредеріка Шопена». Войцех Гржимала сидить праворуч у кріслі

Войцех Гжимала (пол. Wojciech Grzymała; 23 квітня 1793 — 16 грудня 1871) — польський громадський діяч, солдат і банкір, близький соратник польського композитора Фридерика Шопена.

## Життєпис
Гжимала народився у Дунаївцях (у Герцогстві Варшавському[джерело?], нині Хмельницька область, Україна). У 1807 році навчався у військовій школі. Брав участь у Бородінській битві 1812 року, за що отримав медаль Virtuti Militari. Він був масоном і активно діяв у польській політиці протягом 1820 -х років, був головним оратором на похоронах Станіслава Сташиця (1826). У 1828—1829 роках Гжималу ув'язнили в Петропавлівській фортеці в Санкт-Петербурзі за зв'язок із польським Товариством патріотичним (Towarzystwo Patriotyczne). Будучи директором першого Банку Польщі, він вів переговори у Лондоні та Парижі щодо фінансової та іншої підтримки Польщі після Листопадового повстання 1830 року.
Гжимала залишився в Парижі і став громадським діячем польської еміграції. Він часто виступав радником Шопена і «поступово починав виконувати роль старшого брата в [його] житті». Він був кореспондентом у Шопена і Жорж Санд, яка в листі до Гжимали від червня 1838 року визнала свої сильні почуття до композитора і питала поради, чи варто відмовитися від поточного роману, щоб почати стосунки з Шопеном.
Гжимала помер у Ньйоні (Женева) у 1871 році.